# Кокжайицький сільський округ
Кокжайи́цький сільський округ (каз. Көкжайық ауылдық округі, рос. Кокжайыкский сельский округ) — адміністративна одиниця у складі Кокпектинського району Абайської області Казахстану. Адміністративний центр — село Кокжайик.
Населення — 1479 осіб (2021; 2075 у 2009, 3358 у 1999, 5201 у 1989).
Станом на 1989 рік існували Прохладненська сільська рада (села Івановка, Олеговка, Прохладне, Романовка, Солдатський Хутор) з центром у селі Івановка та Карагандикольска сільська рада (села Карагандиколь, Комсомол, Мамай), села Жумискер та Талапкер перебували у складі Чугульбайської сільської ради. Пізніше село Романовка було передане до складу Кокпектинського сільського округу. Станом на 1999 рік села Жумискер, Талапкер ліквідованого на той час Шугилбайського сільського округу входили до складу округу. Ці ж села були ліквідовані 2009 року. 2013 року до складу округу було включене село Карагандиколь та колишнє село Шубарші ліквідованого Карагандикольського сільського округу, село Мамай передане до складу Ульгулімалшинського сільського округу.

## Склад
До складу округу входять такі населені пункти:
| Населений пункт     | Старі назви       | Населення, осіб (1989) | Населення, осіб (1999) | Населення, осіб (2009) | Населення, осіб (2021) |
| ------------------- | ----------------- | ---------------------- | ---------------------- | ---------------------- | ---------------------- |
| Акой, село          | Олеговка          | 567                    | 396                    | 282                    | 202                    |
| Карагандиколь, село | -                 | 1610                   | 850                    | 406                    | 67                     |
| Карамойил, село     | Солдатський Хутор | 334                    | 310                    | 286                    | 214                    |
| Кокжайик, село      | Івановка          | 1911                   | 1648                   | 1060                   | 995                    |
| --Жумискер, село    | -                 | 213                    | 75                     | 20                     | 1                      |
| Прохладне, село     | -                 | 145                    | -                      | -                      | -                      |
| Талапкер, село      | -                 | 139                    | 35                     | 21                     | -                      |
| Шубарші, село       | Комсомол          | 282                    | 44                     | -                      | -                      |